# Jean Kovalevsky
Jean Kovalevsky (* 18. Mai 1929 in Neuilly-sur-Seine; † 17. August 2018 in Saint-Laurent-du-Var) war ein französischer Astronom, Spezialist für Himmelsmechanik und Initiator (mit Pierre Lacroute) der Hipparcos-Mission.

## Leben
Kovalevsky war der Sohn russischer Einwanderer und wurde als Kind in Russisch und Französisch erzogen. Er studierte 1951 bis 1955 an der École normale supérieure mit dem Abschluss der Agrégation in Mathematik 1954. Von 1955 bis 1960 war er Attaché de Recherche und Chargé de Recherche am Pariser Observatorium und 1957 bis 1959 Assistent an der Yale University. 1959 wurde er in Yale bei Dirk Brouwer promoviert über die Bewegung des 8. Jupitermondes und 1960 bis 1971 war er Leiter der Himmelsmechanik beim Bureau des Longitudes. Die Himmelsmechanik erlebte im Sputnik-Zeitalter einen neuen Aufschwung und er veröffentlichte eine Einführung in das Fachgebiet, die auch die Bahnen künstlicher Satelliten berücksichtigte. Am Bureau des Longitudes gründete er den Service des Calculs et de Mécanique Céleste, wo er neue Berechnungsverfahren mit Computeralgebra-Methoden entwickelte, die im Lauf der Zeit mit seinen Mitarbeitern ständig verbessert wurden. 1971 bis 1978 war er Leiter der Forschungsgruppe räumliche Geodäsie (Groupe de recherches de géodésie spatiale, GRGS), die auch von der französischen Raumfahrtbehörde Centre national d’études spatiales (CNES) getragen wurde, und 1974 bis 1982 war er der erste Direktor des Centre de recherches en géodynamique et astrométrie (CERGA) in Grasse, das ab 1988 mit dem Observatorium von Nizza zum Observatoire de la Côte d’Azur vereinigt wurde. Ab 1982 war er nur noch Astronom in der CERGA, als er das FAST-Konsortium übernahm, und 1987 bis 1992 nochmals Direktor. 1994 wurde er emeritiert. 
Kovalevsky war verheiratet und hatte drei Kinder.

## Werk
Er befasste sich mit Himmelsmechanik (zum Beispiel Methoden zur Berechnung der Bahnen künstlicher Satelliten, der Monde von Planeten und des Mondes) und Astrometrie. Am Pariser Observatorium entwickelte seine Gruppe fortgeschrittene Computeralgorithmen für die Himmelsmechanik, die auch noch in der Gaia-Mission zur Anwendung kamen (die Software INPOP). In der Astrometrie war er an der Hipparcos-Mission, der genauen Vermessung von Eigenbewegung und Parallaxe von 118.000 Sternen, beteiligt. Er initiierte die europäische Phase der Vorbereitung von Hipparcos auf einem Treffen in Frascati 1974 und betrieb unermüdlich Lobbyarbeit, bis die ESA 1980 die Mission beschloss. 1982 übernahm er die Leitung der Datenauswertung (FAST-Konsortium). Auch am Nachfolger Gaia war er beteiligt als Mitglied der Arbeitsgruppe Reference Frame and Relativity. Trotz nachlassender Gesundheit erlebte er noch die ersten Daten von Gaia.
Er war auch am Geodäsie-Programm der französischen Satelliten D1A (Diapason) sowie D1C und D1D beteiligt, ebenso am internationalen Geodäsie-Programm International Satellite Geodesy Experiment (ISAGEX) 1972/73.

## Mitgliedschaften und Ehrungen
1974 wurde er korrespondierendes und 1988 ordentliches Mitglied der Académie des sciences; er war außerdem auswärtiges Mitglied der Russischen Akademie für Metrologie, ordentliches Mitglied der Academia Europaea (1989) und auswärtiges Mitglied der Akademie in Turin (1989). 1995 bis 2004 war er Präsident des Bureau national de métrologie und 1997 bis 2004 Präsident des Comité International des Poids et Mesures (CIPM). Er war Mitglied der American Astronomical Society und der Internationalen Akademie für Astronautik.
Er war Ritter der Ehrenlegion, Kommandeur des Ordre national du mérite, Offizier der Palmes Académiques und erhielt das Großkreuz des wissenschaftlichen Verdienstordens von Brasilien.
1999 erhielt er die ESA Director of Science Medal für die Hipparcos Mission (neben Lennart Lindegren, Erik Høg und Catherine Turon). 2009 erhielt er den Prix Georges Lemaitre, 1963 den  Prix Damoiseau der Académie des Sciences, 1966 und 1971 die Silbermedaille des CNES und 1984 den Prix Alexandre Joannidès der Académie des Sciences.

## Schriften
Bücher:
- Introduction à la mécanique céleste, Paris: A. Colin 1963
  - Englische Übersetzung: Introduction to Celestial Mechanics, Reidel 1967 (auch 1984 ins Chinesische übersetzt)
- mit J. J. Levallois: Géodésie générale, Band 4, Paris: Eyrolles 1971
- Astrométrie moderne, Springer Verlag 1990
  - Englische Übersetzung: Modern Astrometry, Springer Verlag 1995, 2002 (auch 2004 ins Russische übersetzt)
- mit P. Kenneth Seidelmann: Fundamentals of Astrometry, Cambridge University Press 2004
- Herausgeber mit V. A. Brumberg: Relativity in celestial mechanics and astrometry: high precision dynamical theories and observational verificationsm, IAU Symposium, Leningrad 1985, Dordrecht: Reidel 1986
- Herausgeber: Reference frames in astronomy and geophysics, Kluwer 1989
- Herausgeber mit Seidelmann: Applications of computer technology to dynamical astronomy, IAU Colloq. Gaithersburg/Maryland 1988, Kluwer 1989

Einige Aufsätze:
- Méthode numérique de calcul des perturbations générales: application au 8e satellite de Jupiter, Bulletin Astronomique, Band 22, 1959, S. 1–83 (Dissertation)
- Sur le mouvement d’un satellite à inclinaison et excentricité quelconque, Compte Rendus Acad. Sci., Band 258, 1964, S. 4435–4438
- mit F. Barlier, L. Stellmacher: Première réduction de l’expérience française sur le satellite D1A, Space Research, Band 9, 1970, S. 29–37
- mit A. Bec-Borsenberger: Convergence of a litteral solution of Lunar theory, in: Natural and Artificial Satellite Motion, 1979, S. 83–98
- mit M. Froeschlé: The connection of a catalogue of stars with the extragalactic reference frame, Astronomy and astrophysics, I, Band 115, 1982, 89–97
- mit anderen: Construction of the intermediate Hipparcos astrometric catalogue, Astronomy & Astrophysics, Band 304, 1995, S. 34–43
- mit anderen: The Hipparcos catalogue as a realisation of the extragalactic reference system, Astronomy & Astrophysics, Band 323, 1997, S. 620–633